# 亦失哈
亦失哈（i ʃï xa；？—？），漢名易信，明朝初期宦官、探險家，活躍於中國東北地區。亦失哈曾多次奉命前往松花江和黑龍江流域，並在黑龍江入海口地區建立了兩座佛教寺廟——永寧寺（初建、重建）。

## 生平
亦失哈本是海西女真人，約在14世紀末期被明軍俘虜，閹割並送入燕京當宦官。根據現代學者的推測，亦失哈可能是通過招撫女真而得到明成祖的重用。《明实录》英宗正统十四年十二月壬子有简要记载称：亦失哈，汉名易信，海西女真人，初任职宫廷为内官，后升为都知监太监。在明英宗在位期間，他曾是王振和曹吉祥的爪牙。在清朝年間編纂的《明史·宦者傳》中，列舉王振的黨羽有跛儿干、亦失哈、喜宁、韦力转、牛玉等人。

## 黑龍江探險

明朝永樂年間大型探險活動路線的示意圖。藍色線條表示亦失哈船隊的路線，黑色線條表示鄭和船隊的路線，綠色線條表示陳誠的路線

亦失哈曾在明成祖在位期間對黑龍江流域進行探險。這個地方也是1260年至1320年元朝征東元帥府的所在地。其首府位於今日俄羅斯哈巴羅夫斯克邊疆區烏利奇斯基區的特林附近。與此同時，明成祖還派遣鄭和下西洋，陳誠出使帖木兒帝國的首都赫拉特。
1409年，明成祖在海西女真和建州女真居住的中國東北設立奴兒干都司。不久派遣亦失哈率舰队前往黑龍江下游地區探险，要求當地的野人女真歸附明朝（是羁縻），以便明朝在遠征韃靼之時沒有後顧之憂。
經過兩年的準備之後，亦失哈於1411年率領1000人分乘25隻船，從今日的吉林市出發，沿著松花江而下進入黑龍江。起初野人女真部落的居民們與明军舰队有些對立情緒，但亦失哈用大量豐厚禮物收買了部落首領，在該地區設立奴兒干都指揮使司。這次亦失哈的探险舰队經過了松花江、烏蘇里江、烏爾米河、牡丹江和嫩江。野人女真派遣由178人組成的進貢使團，跟隨亦失哈回到北京。
1413年至1414年期間，亦失哈第二次前往黑龍江下游探險，並在特林逗留了將近一年。他在特林海岬上建了一座名叫永寧寺的佛教寺院以供奉觀世音菩薩，並用漢文、蒙古文和女真文豎立石碑以記其事。這塊被稱作《永寧寺碑》。亦失哈在1413年也曾前往黑龍江入海口處，海外的庫頁島的北半部（是尼夫赫人和鄂罗克人的居住地）沿海一帶，冊封當地酋長為明朝官員、是羁縻卫所。
在之後的永樂年間奴兒干的野人女真部落與明朝的朝貢貿易更加頻繁，亦失哈又三次前往奴兒干。
明成祖之後，繼任的明仁宗、明宣宗延續了其對中國東北地區野人女真的招抚怀柔政策。1425年，遼陽都指揮劉清奉命建造船隻，次年亦失哈再次率舰队前往奴兒干。
1432年，亦失哈最後一次出使奴兒干，他宣佈退休，並任命其子為繼任者。這次航行的目的是任命明朝在當地的長官並給當地酋長帶去了豐厚禮物。這次亦失哈率护卫兵2000人，乘坐50艘大船巡游奴兒干地区。
亦失哈發現在1413年建立的永寧寺已經被毀，遂重建了該寺。根據現代考古研究，亦失哈第二次建的永寧寺並非位於其第一次建的地方，而是位於元代的永寧寺原址上。考古發掘顯示，1413年的永寧寺位於特林海岬頂部以西90米處，而1432年的永寧寺則位於海岬的頂部。亦失哈在重建的永寧寺旁也豎立了石碑。這塊被稱為《重建永寧寺碑》。
根據現代歷史學家的考證，亦失哈巡游黑龍江流域下游總時間長達九年。

## 後期事蹟
1430年代，明宣宗決定停止向中國東北地區派遣船隊，亦失哈探访招抚女真各部落及其他部族的事业宣告結束。奴儿干都司于宣德九年（1434年）正式废弃，共持续25年。1435年，亦失哈被調去鎮守遼東達15年之久。
1449年，蒙古太师也先率瓦剌軍隊兵分四路，主动进攻明朝，到達廣寧。脱脱不花从兀良哈三卫出兵进军辽东，明军丧师丧地。亦失哈作战不利，禁止官軍出擊，遭山东巡按御史劉孜彈劾，指责其义男、身为百戶的施帶兒投靠瓦剌，并认為脫脫不花通於亦失哈。1450年，明軍主力在土木堡全軍覆沒，百戶施帶兒逃回明朝。巡按御史劉孜彈劾施帶兒和亦失哈，但景泰帝只將施帶兒處死，卻并未株连亦失哈，而只是将其召回京师。此後亦失哈就在史料中失去了記載。
由於清朝統治者是滿族人的原因，为了避免涉及努爾哈赤曾經為明朝官員的身份、以及为了隱藏滿人（之前的建州女真人）曾為明朝臣屬的關係，成書於清朝期間的《明史》並沒有為明朝的女真人立傳，而是有意淡化、隐匿这段历史。
《永寧寺碑》的石碑現位於海參崴的阿爾謝尼耶夫博物館內，上面的碑文稱讚當地的居民善於射箭和捕魚，他們的衣服是用魚皮製成的。而根據在黑龍江省依蘭縣發現的印章表明和《布罗克豪斯和叶夫龙百科词典》以及德國探險家拉文斯泰因的文章，19世紀中葉的特林地區是尼夫赫人（乞里迷）的居住地。特林上游則居住著烏爾奇人。
亦《重建永寧寺碑》的石碑目前也被保存在海參崴的阿爾謝尼耶夫博物館裡。

## 延伸閱讀
- 明黑龙江籍功勋宦官亦失哈十巡奴儿干（简体中文）
- Yuen, Chee-ying (袁持英), , 2007 (Full text of a M.A. Thesis （中文）; abstract （英文）)
- Rossabi, Morris, , T'oung Pao, Second Series, 1976, 62 (Livr. 1/3): 1–34  [2012-02-12], （原始内容存档于2021-01-02）